# Theodor Weise
Theodor Weise (* 11. Januar 1890 in Magdeburg; † 31. Dezember 1945) war ein deutscher Politiker (NSDAP).

## Leben und Wirken
Nach dem Besuch des Gymnasiums „Kloster unserer lieben Frauen“ in Magdeburg und des Städtischen Gymnasiums zu Neuhaldensleben arbeitete Weise als Kaufmann für ein Export- und Import-Unternehmen. Von 1910 bis 1911 gehörte er dem Garde-Füsilier-Regiment in Berlin an.
Von 1914 bis Anfang 1916 nahm Weise mit dem Infanterie-Regiment 66 aktiv am Ersten Weltkrieg teil. Aufgrund eines Nervenschocks und eines schweren Gallenleidens wurde er anschließend bis zum Kriegsende als Beamter in einer Feld-Division eingesetzt. 
Nach dem Krieg ließ Weise sich als selbstständiger Kaufmann im Dessauer Stadtteil Ziebigk nieder. 1927 wurde er Handelsvertreter. Politisch betätigte Weise sich seit den 1920er Jahren in der Nationalsozialistischen Deutschen Arbeiterpartei (NSDAP). Von Juli 1932 bis März 1933 saß er als Abgeordneter seiner Partei im Reichstag, in dem er den Wahlkreis 10 (Magdeburg) vertrat.